# Ed Wood (film)
Ed Wood is een Amerikaanse biopic uit 1994 onder regie van Tim Burton. Het verhaal is gebaseerd op dat uit het boek Nightmare of Ecstasy van Rudolph Grey en gaat over regisseur Ed Wood, die bekendstond als de 'slechtste filmregisseur aller tijden'. De film won 21 prijzen, waaronder twee Oscars en een Golden Globe. De film is geheel in zwart-wit.
In de Verenigde Staten bedroeg de opbrengst $5.887.457 en was Ed Wood in 623 bioscopen te zien.

## Verhaal
Ed Wood (Johnny Depp) is vastberaden om het begin jaren 50 te gaan maken als regisseur in Hollywood. Samen met zijn vriendin, de eerzuchtige actrice Dolores Fuller (Sarah Jessica Parker), en zijn transseksuele vriend, acteur Bunny Breckinridge (Bill Murray), doet hij zijn best een carrière in de filmwereld van de grond te krijgen, maar de kritieken zijn niet mals. Bovendien ondervindt Wood keer op keer problemen om aan de minimale budgetten te komen die hij nodig heeft om zijn films te kunnen maken. Zijn visie op kwaliteit is een heel andere dan die van de mensen van wie hij afhankelijk is. Anderen vinden zijn verhalen doorgaans bizar en kunnen aan alles wat hij maakt afzien waarom hij relatief weinig budget nodig heeft voor zijn titels. Hoewel Wood er zelf dolenthousiast over is, krijgt hij van de producenten bij Warner Bros te horen dat zijn Glen or Glenda de slechtste film is die ze ooit hebben gezien.
Wanneer Wood Glen or Glenda schrijft en maakt, onthult hij bovendien na jaren zijn liefde voor travestie aan Fuller. Nadat hij ook nog eens Loretta King (Juliet Landau) de hoofdrol geeft in zijn volgende film Bride of the Monster in de - verkeerde - veronderstelling dat zij die dan financiert, verlaat ze hem. Aan de andere kant sluiten worstelaar Tor Johnson (George Steele), pseudohelderziende The Amazing Criswell (Jeffrey Jones) en nieuwe liefde Kathy O'Hara (Patricia Arquette) zich bij hem aan om mee te werken aan zijn nieuwe film Plan 9 from Outer Space. Wood heeft niettemin maar één 'ster' om telkens in zijn producties te stoppen: de drugsverslaafde en al vier jaar werkloze oud-horrorster Béla Lugosi (Martin Landau). Wood bewondert hem oprecht en is bevriend met hem geraakt nadat hij hem een lift gaf in zijn auto, waardoor Lugosi hem ook aardig is gaan vinden. In de filmwereld wordt die niettemin dan al jaren als afgeschreven beschouwd.

## Rolverdeling
| Acteur               | Personage             |
| -------------------- | --------------------- |
| Johnny Depp          | Ed Wood               |
| Martin Landau        | Béla Lugosi           |
| Sarah Jessica Parker | Dolores Fuller        |
| Patricia Arquette    | Kathy O'Hara          |
| Jeffrey Jones        | The Amazing Criswell  |
| G.D. Spradlin        | Reverend Lemon        |
| Vincent D'Onofrio    | Orson Welles          |
| Bill Murray          | Bunny Breckinridge    |
| Mike Starr           | Georgie Weiss         |
| Max Casella          | Paul Marco            |
| Brent Hinkley        | Conrad Brooks         |
| Lisa Marie           | Maila "Vampira" Nurmi |
| George Steele        | Tor Johnson           |
| Juliet Landau        | Loretta King          |

## Prijzen en nominaties
De film won 21 prijzen en werd er voor nog elf genomineerd:

### Prijzen
- Oscar (1995): Beste acteur in een bijrol: Martin Landau
- Oscar (1995): Beste make-up: Rick Baker, Ve Neill en Yolanda Toussieng
- Saturn Award (1995): Beste acteur: Martin Landau
- Saturn Award (1995): Beste muziek: Howard Shore
- American Comedy Award (1995): Leukste bijrol in een speelfilm: Martin Landau
- BSFC Award (1994): Beste cinematografie: Stefan Czapsky
- BSFC Award (1994): Beste bijrol: Martin Landau
- CFCA Award (1995): Beste bijrol: Martin Landau
- CEC Award (1996): Beste buitenlandse film (Spanje: Mejor Película Extranjera)
- Golden Globe (1995): Beste acteur in een bijrol in een speelfilm: Martin Landau
- KCFCC Award (1995): Beste bijrol: Martin Landau
- ALFS Award (1996): Acteur van het jaar: Johnny Depp
- LAFCA Award (1994): Beste cinematografie: Stefan Czapsky
- LAFCA Award (1994): Beste muziek: Howard Shore
- LAFCA Award (1994): Beste bijrol: Martin Landau
- NSFC Award (1995): Beste cinematografie: Stefan Czapsky
- NSFC Award (1995): Beste bijrol: Martin Landau
- NYFCC Award (1994): Beste cinematograaf: Stefan Czapsky
- NYFCC Award (1994): Beste bijrol: Martin Landau
- Actor (1995): Bijzondere mannelijke acteur in een bijrol: Martin Landau
- SEFCA Award (1995): Beste bijrol: Martin Landau

### Nominaties
- Saturn Award (1995): Beste fantasy film
- Saturn Award (1995): Beste scenario: Scott Alexander en Larry Karaszewski
- Silver Condor (1996): Beste buitenlandse film (Argentinië: Mejor Película Extranjera)
- BAFTA Film Award (1996): Beste make-up/haar: Rick Baker, Ve Neill en Yolanda Toussieng
- BAFTA Film Award (1996): Beste acteur in een bijrol: Martin Landau
- Gouden Palm (1995): Tim Burton
- Golden Globe (1995): Beste speelfilm komedie/musical
- Golden Globe (1995): Beste acteur in een speelfilm komedie/musical: Johnny Depp
- Grammy Award (1996): Beste instrumentale muziekcompositie geschreven voor een speelfilm of voor televisie: Howard Shore
- Golden Satellite Award (2005): Beste dvd-extra ("commentaar")
- WGA Award (Screen) (1995): Beste scenario, geschreven direct voor het scherm: Scott Alexander en Larry Karaszewski

## Achtergrond
Regisseur Burton is een fan van Wood. Zijn voorbereiding op de film leunde zwaar op het boek Nightmare of Ecstasy van Rudolph Grey (ISBN 0-922915-24-5), een biografie waarvoor uitgebreid onderzoek werd gedaan en verscheidene interviews met familieleden en collega's van Wood werden gevoerd. Hoewel Woods films zo slecht zijn dat ze belachelijk worden, is de film een oprechte hommage aan een man die uit pure liefde voor het medium films wilde maken. Martin Landau won een Oscar voor zijn vertolking van acteur Béla Lugosi.